# Libania Grenot
Libania Grenot Martínez (ur. 12 lipca 1983 w Santiago de Cuba) – kubańska lekkoatletka, sprinterka, od 18 marca 2008 reprezentująca Włochy.

## Osiągnięcia
- dwa brązowe medale mistrzostw Ameryki Środkowej i Karaibów (Nassau 2005, bieg na 400 metrów & sztafeta 4 × 400 metrów)
- złoty medal mistrzostw świata wojskowych (bieg na 400 metrów, Sofia 2009)
- złoto igrzysk śródziemnomorskich (bieg na 400 metrów, Pescara 2009)
- zajęła szóste miejsce w biegu na 400 metrów podczas pucharu interkontynentalnego w 2010 (Split)
- brązowy medal (po dyskwalifikacji za doping drugiej na mecie Olgi Tereszkowej z Kazachstanu) światowych wojskowych igrzysk sportowych (bieg na 400 metrów, Rio de Janeiro 2011)
- złoty medal mistrzostw Europy (bieg na 400 metrów, Zurych 2014)
- 3. miejsce podczas pucharu interkontynentalnego (bieg na 400 metrów, Marrakesz 2014)
- złoto (w biegu na 400 metrów) oraz brąz (w sztafecie 4 × 400 metrów) mistrzostw Europy (Amsterdam 2016)
- 8. miejsce (w biegu na 400 metrów) oraz 6. miejsce (w sztafecie 4 × 400 metrów) na igrzyskach olimpijskich, Rio de Janeiro 2016)
- złota medalistka mistrzostw Kuby oraz mistrzostw Włoch

Wielokrotna reprezentantka kraju na drużynowych mistrzostwach Europy.
W 2008 Grenot reprezentowała Włochy podczas igrzysk olimpijskich w Pekinie, gdzie odpadła w półfinale na 400 metrów. Ostatecznie sklasyfikowano ją na 10. miejscu. Cztery lata później, podczas igrzysk w Londynie, ponownie odpadła z rywalizacji w fazie półfinałowej.

## Rekordy życiowe
- bieg na 200 metrów – 22,56 (2016) rekord Włoch / 22,45w (2012)
- bieg na 400 metrów – 50,30 (2009) rekord Włoch
- bieg na 500 metrów – 1:08,26 (2009)